# Транссередземноморський газопровід
44°36′29″ пн. ш. 11°30′02″ сх. д. / 44.607999° пн. ш. 11.500422° сх. д.
Транссередземноморський газопровід (трубопровід Енріко Маттеї) – магістральний газопровід, що забезпечує поставки ресурсу з Алжиру до Італії, а також Тунісу та Словенії.
Система бере початок на найбільшому алжирському родовищі Хассі Р'Мель, потім перетинає Туніс, Туніську протоку, Сицилію і йде далі до континентальної Італії. Загальна довжина маршруту становить 2475 км, з яких на територію Алжиру припадає 549 км. 
Алжирська ділянка складається з трьох ниток, виконаних в діаметрі 1200 мм:
– GO1, яка стала до ладу в 1982-му та має річну потужність у 17,7 млрд м3;
– GO2, що була введена в 1986-му та має річну потужність у 8,8 млрд м3;
– GO3, яка ввели в експлуатацію у 2010-му із показником 7 млрд м3, що довело загальну пропускну здатність системи до 33,5 млрд м3 на рік.
Від алжирської ділянки починається рід відгалужень, зокрема, введена в 2014-му перемичка довжиною 16 км та діаметром 500 мм до ТЕС Лабрег, перемичка Ель-Ауш – Сіді-Окба, газопроводи до насосних станцій SP1 та SP3.